# Körperkraft

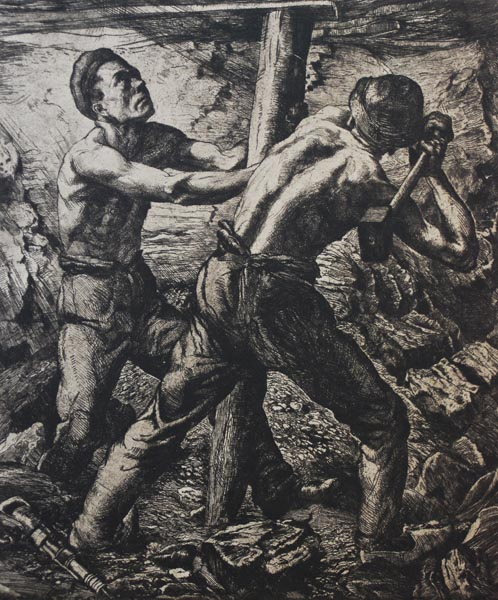
Bergarbeiter von Hugo Ulbrich

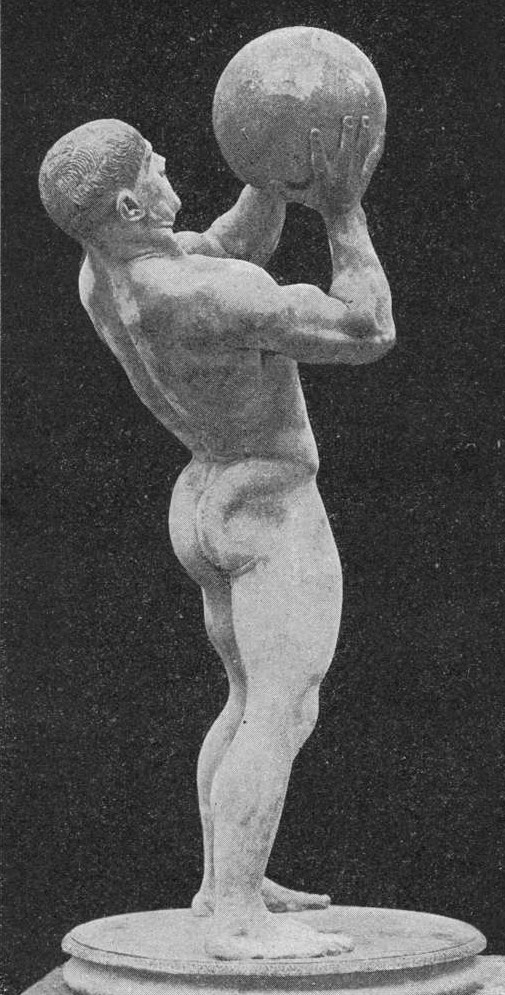
Athlet von Franz Stuck (1892)

Als Körperkraft (historisch Leibeskraft) wird in DIN 33411-1 die Kraft definiert, die im Zusammenhang mit dem menschlichen Körper entsteht. Sie wird in Muskelkraft, Massenkraft und Aktionskraft eingeteilt. Aussagen über Körperkräfte treffen auch für vergleichbare Körpermomente zu, die als Folge der Körperkräfte entstehen.
Die Körperkräfte des Menschen (auch Leibeskräfte) werden in seinem Muskel-Skelett-System erzeugt, durch die Bewegungskontrolle reguliert und ermöglichen dessen Körperhaltung, seine Körperbewegungen, seine körperlichen Aktivitäten und Tätigkeiten, körperliche Arbeit und Sport. Aber auch die Ausübung von körperlicher Gewalt, z. B. durch Körperverletzung oder Tötung, ist damit möglich.

## Geschichte
Der Begriff „Körperkraft“ ist 1777 erstmals nachgewiesen in dem Werk „Philosophische Versuche über die menschliche Natur und ihre Entwicklung“ von Johannes Nikolaus Tetens. Er stellt die Körperkräfte den Seelenkräften gegenüber.
Das Deutsche Wörterbuch verweist auf den älteren Begriff „Leibeskraft“ und setzt beide Begriffe damit als synonym. Von diesem Wort wird wiederum auf Joachim Heinrich Campes Wörterbuch der Deutschen Sprache verwiesen, in dem „Leibeskraft, Leibeskräfte“ als Kräfte des Leibes, also des menschlichen Körpers, körperliche Kräfte oder körperliche Stärke definiert werden. Sie werden den Seelenkräften entgegengesetzt. Das Wort „Leibeskraft“ kann bereits 1659 im Werk „Des christlichen teutschen Gross-Fürsten Herkules und der Böhmischen Königlichen Fräulein Valiska Wunder-Geschichte“ von Andreas Heinrich Bucholtz nachgewiesen werden. Es wird heute nur noch im Plural verwendet, z. B. in der Redewendung: „Er wehrte sich nach Leibeskräften.“
Schon in der Bibel werden Personen mit großen Körperkräften besonders erwähnt. Beispiele dafür sind Simson im Buch der Richter und Goliath, ebenfalls im Alten Testament. In der griechischen Mythologie werden Herakles (Herkules) und in der germanischen Mythologie werden Thor bedeutende Körperkräfte zugeschrieben. Sie werden oft als Vergleich für Körperkräfte anderer Menschen benutzt. So wird von August dem Starken ausgesagt, er sei bekannt durch seine „herkulische Leibeskraft“.

## Einteilungen

### Arbeit
Von der Einteilung in Muskelkraft, Massenkraft und Aktionskraft ausgehend wird in DIN 33411-1 folgendes hierarchische Begriffssystem aufgestellt:
- Muskelkraft
  - Statische (isometrische) Muskelkraft
  - Dynamische Muskelkraft
    - Verkürzungsmuskelkraft
    - Verlängerungsmuskelkraft
- Massenkraft
- Aktionskraft
  - Statische Aktionskraft
    - Aktionskraft an Körperstützflächen
    - Haltungskraft
    - Haltekraft

  - Dynamische Aktionskraft
    - Antriebskraft
    - Bremskraft
    - Manipulationskraft
    - Betätigungskraft

Dieses Begriffssystem wird in der Arbeitswissenschaft, insbesondere im Arbeitsschutz, in der Arbeitsmedizin und in der Ergonomie angewandt.

### Sport
Im Sport werden die Maximalkraft, die Absolutkraft, die Reaktivkraft und die Schnellkraft definiert, siehe Kraft (Sport).
Für die Bewegungswissenschaft ist Körperkraft (Kraft) vor allem Muskelkraft. Kraft wird darüber hinaus im Prinzip der Anfangskraft und im Prinzip der Gegenwirkung definiert.

## Literatur (Kunst)

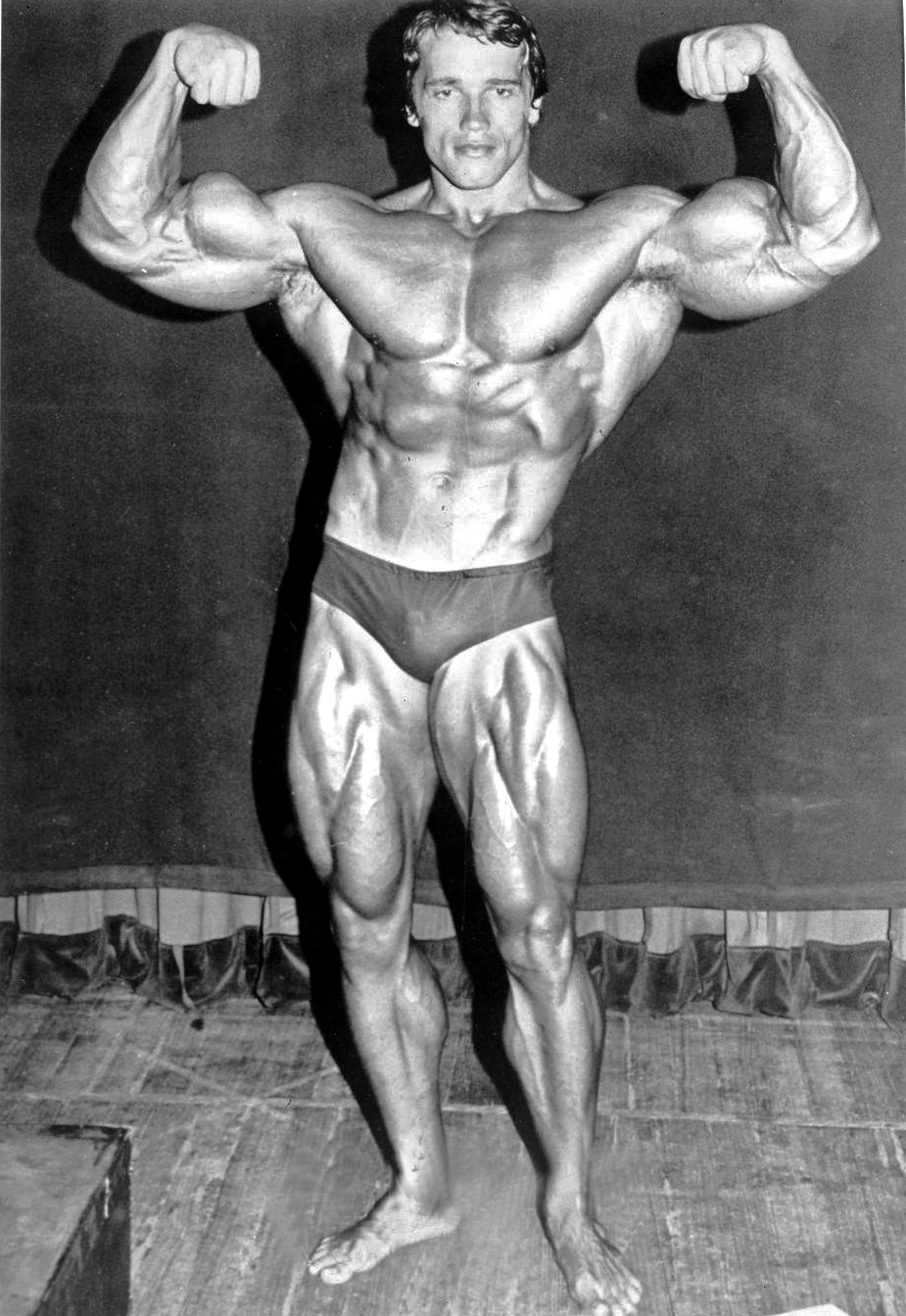
Bodybuilding als Kraftsymbol: Arnold Schwarzenegger (1974).

## Bestimmungsgrößen
Für die einzelnen Kräfte gelten folgende Bestimmungsgrößen:
- Der Größenwert (Betrag) wird als Zahlenwert in Newton (N) angegeben. Diese Werte werden durch Kraftmessung ermittelt.
- Die Lage des Kraftangriffspunktes wird relativ zum Körper angegeben.
- Die Richtung der Wirkungslinie der Kraft (Kraftwirkungslinie) wird relativ zum Körper angegeben.
- Der Kraftrichtungssinn zeigt an, in welcher Richtung entlang der Kraftwirkungslinie die Kraft wirkt.  Die durch Zugkraft erzeugte Richtung zum Körper hin wird als negativ, die durch Druckkraft vom Körper weg erzeugte Richtung wird als positiv bezeichnet.[13]

## Arbeit
In der Arbeitswissenschaft sind die durch Kraftmessung ermittelten Werte Gegenstand der Anthropometrie. Diese Werte sind bei der Prüfung von Bedeutung, ob der Arbeitsvorgang ausführbar und für die Arbeitsperson erträglich ist. Sie müssen bei der Konstruktion von Maschinen beachtet werden, um die Handhabung zu ermöglichen und die Belastungen für den Bediener zu minimieren. Im Arbeitsschutz werden die für eine Tätigkeit aufzuwendenden Körperkräfte als körperliche Belastung (physische Belastung) berücksichtigt. Bei Bewegungsstudien zur Festlegung vorbestimmter Zeiten wird der Kraftaufwand für die einzelnen Grundtätigkeiten berücksichtigt. Zu deren Ermittlung wurden Leitmerkmalmethoden entwickelt, die u. a. die Größe der aufzuwendenden Kräfte und die Form der Kraftübertragung berücksichtigen.

## Sport
Im Sport wird die Ausführung vieler Sportarten, z. B. des Ruderns, insbesondere auch des Kraftsports, durch die Körperkräfte wesentlich beeinflusst.
Für die Bewegungswissenschaft gehören Körperkräfte zu den biologischen Randbedingungen der Bewegung, die von der Sportbiologie untersucht werden. Zu den biomechanischen Randbedingungen gehören das Prinzip der Anfangskraft und das Prinzip der Gegenwirkung. Die Biomechanik fasst die Körperkräfte als physikalische Kräfte auf und untersucht sie mit entsprechenden Methoden.